# تأثير قمط أنبوبي
تأثير قمط أنبوبي في فيزياء الموائع (بالإنجليزية:Tubular Pinch Effect) هي ظاهرة تحدث خلال مرور 
مائع يحمل حبيبات في أنبوب، ولها أهمية في تقنية الأغشية. توصل الفيزيائي «مارك بورتر» أن هذ التأثير هو السبب في استرجاع الحبيبات المنفصلة من غشاء الترشيح في توزيع الحبيبات في مجرى المائع. وفي عام 1956 استطاع كل من «ج. سيجريه» و «أ. سيلبربرج» دراسة هذا التأثير أثناء تعاملهما مع محاليل مخففة تحمل عوالقا كرية الشكل وتجري في أنابيب.
عند مرور المائع المحمل بالحبيبات في أنبوب تبدو الحبيبات كما لو كانت تبتعد عن جدار الأنبوب وكذلك عند محور الأنبوب، وتصل إلى حالة توزيع تستقر عليه ولا تتغير، شكل هذا التوزيع يشبه شكل سرج الحصان (أنظر الشكل).

توزيع حبيبات مائع يجري في أنبوب: c هي تركيز الحبوب في المائع.

## الصيغة الرياضية
بناء على التجارب التي أجراها العلماء فقد استطاعوا صياغة معادلة تصف هذا التوزيع (غير المتوقع) واعتماده على عدة خصائص مثل قطر الأنبوب وتركيز الحبوب الأصلي، وسرعة جريان المائع وغيرها من المؤثرات.
فإذا كانت خصائص المواد في التجربة كالآتي:
| {\displaystyle v_{p}} | مركبة سرعة الحبيبة في اتجاه محور الأنبوب |
| {\displaystyle d_{T}} | قطر الأنبوب                              |
| {\displaystyle d_{p}} | قطر الحبة                                |
| {\displaystyle r^{*}} | نصف قطر التوازن                          |
| {\displaystyle w^{*}} | متوسط سرعة المائع                        |
| {\displaystyle Re}    | عدد رينولدز                              |
| {\displaystyle r}     | بـُعد الحبة عن المحور                     |

عندئذ يتبع توزيع الحبيبات في المائع الجاري المعادلة التالية، (وهي معينة عمليا):
{\displaystyle v_{\text{p}}=0{,}17\cdot w^{*}\cdot Re\cdot {\left({\frac {d_{\text{p}}}{d_{\text{T}}}}\right)}^{2{,}84}\cdot {\frac {2r}{d_{\text{T}}}}\cdot \left(1-{\frac {r}{r^{*}}}\right)}
وهذا هو تأثير القمط الأنبوبي.
وهذا التأثير له أهمية خاصة في إجراء عمليات ترشيح الجريان التقاطعي وعلى الأخص في غسيل الكلى. وفي الصناعات الغذائية حيث يتم احيانا فصل البروتينات أو في صناعة الجبن ومنتجات الألبان، وفي إزاله العكارة من العصير.
وهو تأثير تشتد اهميته في حالة حبيبات بمقاييس 5 ميكرومتر وحبيبات تتبع ظاهرة الجريان الصفيحي وتعمل على خفض سرعة تكون كيك ترشيح، فتتم عملية الترشيح سريعا وتمكن من الاستخدام الطويل لجهاز الترشيح.

## اقرأ أيضا
- ترشيح جريان تقاطعي
- ماء الشرب
- طهارة مياه الشرب
- خاصية شعرية